# Tulásana

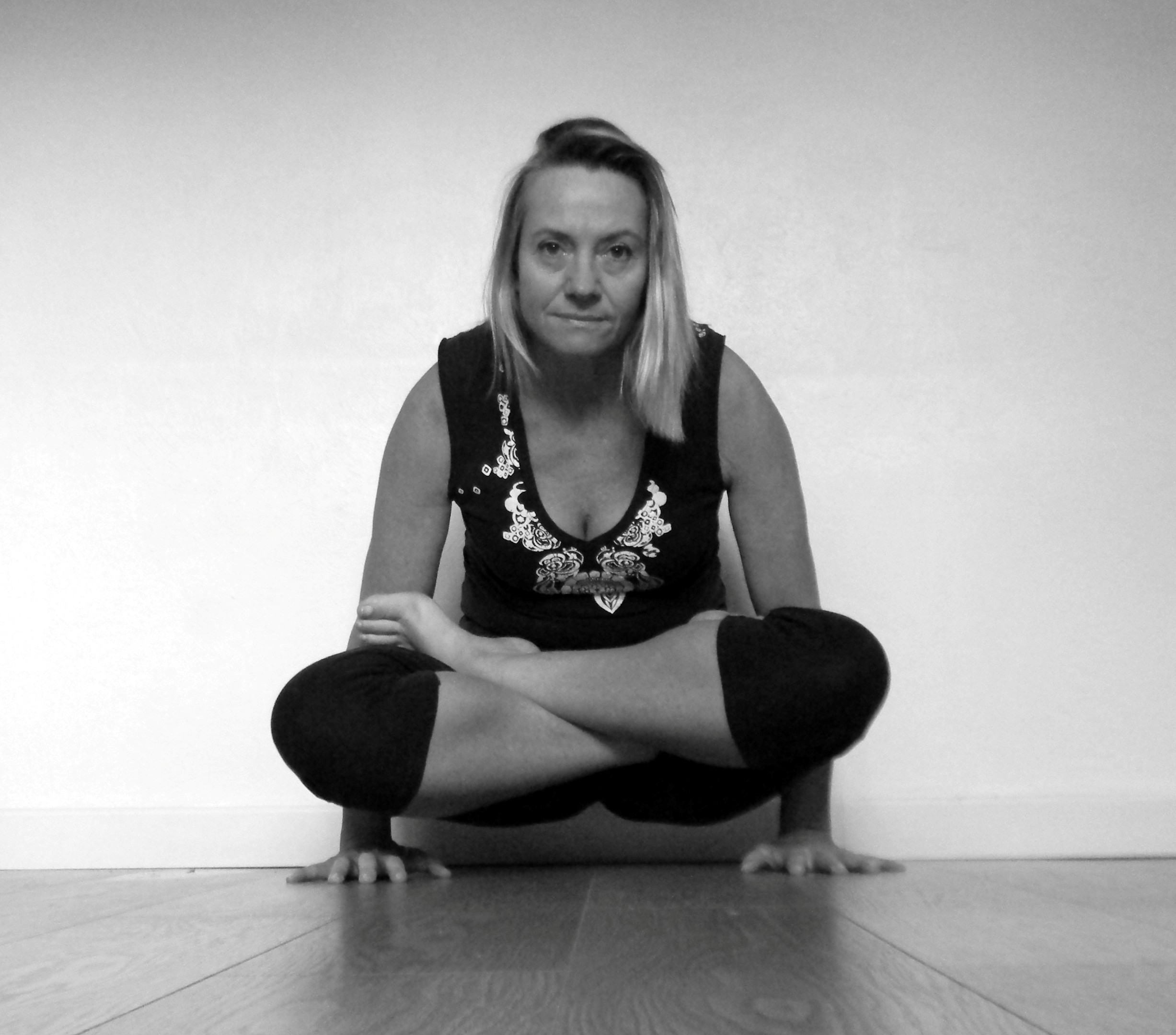
Tulásana

Tulásana (तुलासन, rovnováha) je ásana vsedě.

## Etymologie
Název pochází ze sanskrtských slov tulā (तुला, rovnováha) a āsana (आसन, držení těla).

## Popis
Do pozice se vchází z Padmásany zvednutím těla na rukách zapřených vedle boků v podložce.

## Výhody
Posiluje záda, ramena a boky.